# زورقان خلاب
زورقان خلاب (الاسم العلمي:Cymbidium suave) هو نوع من النباتات يتبع جنس الزورقان من الفصيلة السحلبية.